# Madawella
Madawella (auch: Madaouela, Madaouella, Madawela) ist ein Dorf in der Stadtgemeinde Arlit in Niger.

## Geographie
Das von einem traditionellen Ortsvorsteher (chef traditionnel) geleitete Dorf liegt rund zehn Kilometer südöstlich des Stadtzentrums von Arlit, der Hauptstadt des gleichnamigen Departements Arlit, das zur Region Agadez gehört.

## Geschichte
Madawella wurde Ende der 1950er Jahre von Mitarbeitern des staatlichen französischen Kernenergie-Zentrums Commissariat à l’énergie atomique (CEA) gegründet. Hier entdeckte der CEA eine der ersten Uranlagerstätten in Niger. Die Siedlung diente als Hauptstützpunkt der europäischen und afrikanischen CEA-Mitarbeiter. Bald wurden bedeutendere Uranvorkommen weiter nordwestlich entdeckt, wo später das Zentrum von Arlit entstand.
Nach der Unabhängigkeit Nigers von Frankreich im Jahr 1960 übernahmen die Streitkräfte Nigers die Einrichtungen in Madawella und machten es zu einem wichtigen Garnisonsort. Während der Herrschaft des Rats der nationalen Versöhnung unter Staatschef Daouda Malam Wanké kam es am 9. November 1999 in den Garnisonen von Madawella und Agadez zu einer unerwarteten Meuterei von Soldaten, die sich gegen Verwaltungsbeamte richtete.
Die China Nuclear International Uranium Corporation (SinoU), eine Tochterfirma des chinesischen Staatsunternehmens China National Nuclear Corporation (CNNC), erhielt 2007 über eine private Gesellschaft aus Hongkong von der Regierung Nigers eine Konzession zur Ausbeutung der Uranlagerstätte von Madawella. Diese umfasste damals eine Fläche von 1872 km² mit einem nachgewiesenen Vorkommen von 6191 Tonnen Uran. Nach dem Rückzug der SinoU erhielt 2016 ein Tochterunternehmen der kanadischen Govi High-Power Exploration (GoviEx) eine Konzession für die Lagerstätte.

## Bevölkerung
Bei der Volkszählung 2012 hatte Madawella 667 Einwohner, die in 115 Haushalten lebten. Bei der Volkszählung 2001 betrug die Einwohnerzahl 861 in 130 Haushalten und bei der Volkszählung 1988 belief sich die Einwohnerzahl auf 497 in 97 Haushalten.